# Ione taiwanensis
Ione taiwanensis är en kräftdjursart som beskrevs av Clements Robert Markham 1995. Ione taiwanensis ingår i släktet Ione och familjen Bopyridae. Inga underarter finns listade i Catalogue of Life.